# 藤田元司
藤田 元司（ふじた もとし、1931年8月7日 - 2006年2月9日）は、愛媛県新居浜市出身（越智郡宮窪村四阪島生まれ）の元プロ野球選手（投手）・コーチ・監督、解説者・評論家。
読売ジャイアンツの中心投手として5度のリーグ優勝と2度の日本一に貢献したほか、監督としても長嶋茂雄・王貞治の後を継いで4度のリーグ優勝と2度の日本一に導いた。

## 経歴

### プロ入りまで
旧制新居浜中学校在学中に終戦の日を迎え、学制改革によって愛媛県立西条北高等学校(現愛媛県立西条高等学校)へ転校した。同校でバッテリーを組んだのが、後にNHK高校野球中継の解説で有名になる池西増夫で、藤田の同級生にはボクシングフライ級で三迫ボクシングジム初代会長（のちに名誉会長）の三迫仁志、1学年上にプロ入り後に投げ合う渡辺省三がいた。この頃は喧嘩も強く、番長格で高下駄を鳴らして闊歩したり、喧嘩相手を何日も待ち伏せるなど、プロ入り後のイメージとは正反対のバンカラだった。旧制中学から新制高校への切り替え時期にはさまざま混乱があり、藤田の場合、留年、転校(新居浜東高-西条北高)という事情もあって、通常より高校卒業が2年間遅れた。
1950年秋季四国大会では決勝へ進むが、大久保英男・日野美澄を擁する徳島県立鳴門高等学校に延長13回サヨナラ負けを喫し、鳴門はそのまま第23回選抜高等学校野球大会で全国制覇を果たす。1951年夏季四国大会でも準決勝へ進むが、決勝で香川県立高松商業高等学校へ敗退し、甲子園出場は果たせなかった。高校卒業後は慶応義塾大学へ進学し、オーソドックスなオーバースローから繰り出される快速球を武器に秋山登（明治大学）、木村保（早稲田大学）と投げ合い、東京六大学野球連盟のスター選手として沸かせたが、リーグ優勝は1952年春季リーグ戦の一度のみで、度重なる力投が報われない姿から「悲運のエース」と呼ばれた。藤田はリーグ戦通算で63試合に登板し、31勝19敗、227奪三振を記録した。なお、大学同期では佐々木信也、1学年下に前述の日野をはじめ、中田昌宏・衆樹資宏がプロ入りしている。
慶応義塾大学卒業後はそのままプロ入りせず、社会人野球・日本石油へ入社して1956年の第27回都市対抗野球大会に出場する。新人ながら1回戦（対川島紡績戦）で完封勝ちすると、リリーフの切り札として勝ち進み、決勝戦（対熊谷組戦）でも2回から好投して3-2で逃げ切り、神奈川県勢として初の優勝を果たす。藤田自身も同大会の橋戸賞を受賞するなど、活躍を見せた大会となった。当時のチームメイトには中野健一、大学時代の先輩にあたる花井悠がおり、同年の第2回世界野球大会に中野、花井と共に日本代表として選出されている。

### 読売ジャイアンツ選手時代
1957年、大学時代の先輩である水原茂の誘いで読売ジャイアンツへ入団した。1年目の同年から17勝を挙げる活躍を見せて新人王に輝くと、1958年には自己最多の29勝、1959年には27勝を挙げてチームのリーグ優勝に大きく貢献し、セ・リーグ初の2年連続MVPを獲得した。特にプロ野球初の天覧試合となった1959年6月25日の対大阪タイガース戦（後楽園球場）では先発登板すると長嶋茂雄の本塁打でサヨナラ勝ちし、藤田自身も完投勝利を挙げた。1960年は酷使の影響もあって肩を故障したために7勝で終えるが、1962年には13勝、1963年も10勝を挙げる活躍を見せ、リーグ優勝に貢献した。

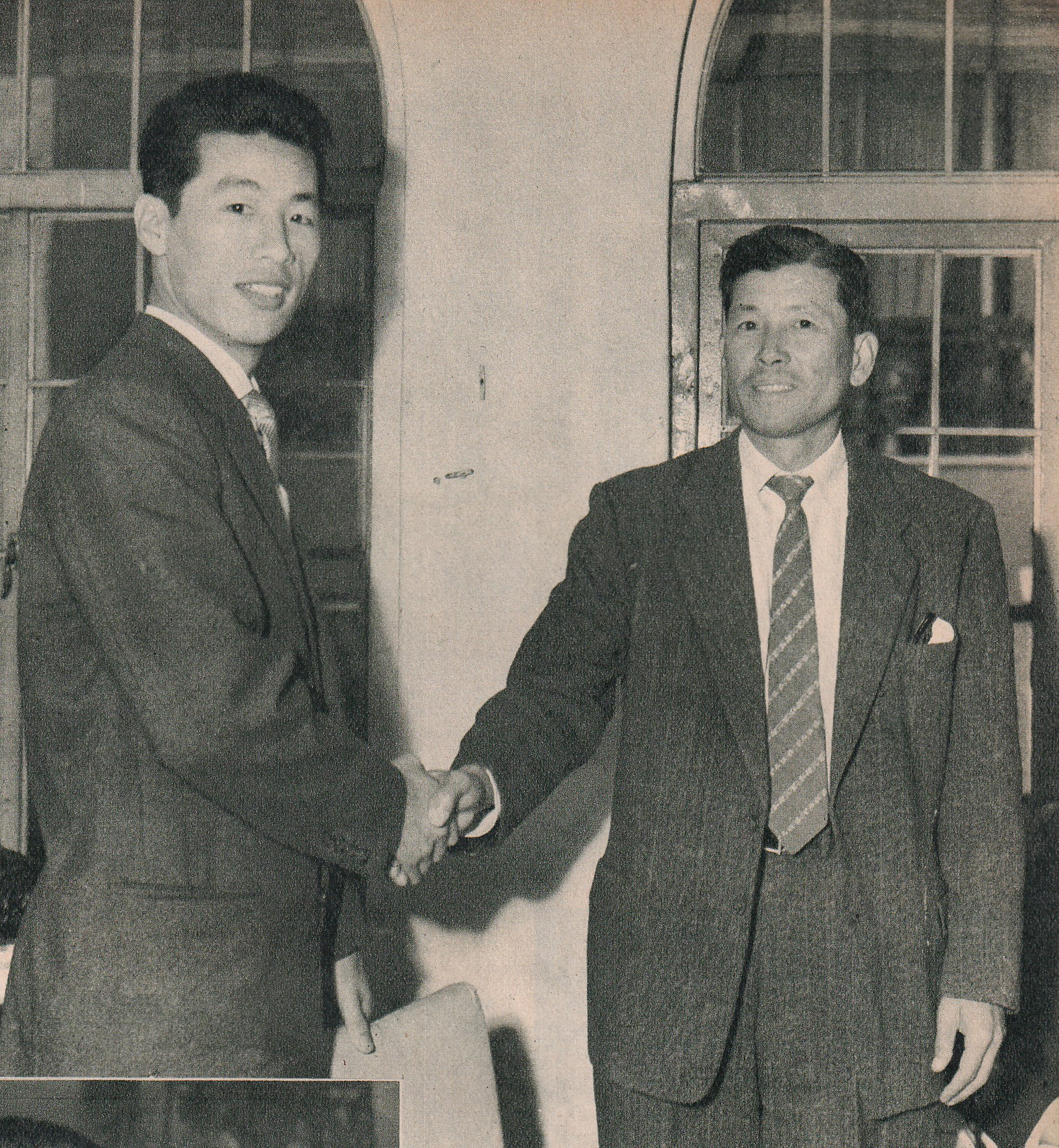
巨人入団時。水原茂とともに（1956年11月）

公式戦では活躍する藤田だが、日本選手権シリーズでは奮闘するも日本一の栄冠には届かず、大学時代と同様にプロ野球でも「悲運のエース」と呼ばれてしまった。
西鉄ライオンズとの対戦となった1957年では全5試合中、4試合でリリーフ登板するも、第2戦では堀内庄の救援で登板して河野昭修にサヨナラ適時打を浴び、再戦となった1958年では稲尾和久と並ぶ6試合に登板し、防御率1.09の好成績を上げるも打線の援護がなく、1勝2敗で終わった。この年の第5戦では、1点差に迫られながらもあとアウト一つで日本一に輝く場面で二死三塁のピンチを迎え、シリーズ全体で不振だった関口清治の胸元へシュートを投げ込んだところ同点適時打となり、最終的に稲尾が本塁打を放って逆転負けを喫する（西鉄はそのまま逆転優勝を果たす）。なお、藤田によれば関口の打球は藤田の右肩付近を力なく飛んで行ったといい、「『右手をちょいと出せば取れたのではないか』と、いまでも思うことがある」と後年になっても思い出していたといい、選手・監督として様々なタイトルや表彰に恵まれた藤田が「たった一つ取れなかった物」として語っている。
1959年の日本シリーズでは、杉浦忠（南海ホークス）の4連投4連勝の陰で第2戦から第4戦まで先発登板し、合計22回を投げる（4試合シリーズでは杉浦の32回に次ぐ記録）が、ここでも奮闘報われず2敗を喫する。前年の第4戦から1961年第5戦にかけて5連敗という不名誉な日本シリーズタイ記録も保持しており、その痩身と味方の貧打に耐え忍ぶ姿から、「元司」の音読みにかけて「ガンジー」とも呼ばれた。藤田は1961年・1963年の日本一メンバーだが、前者では第3戦・第5戦に先発してどちらも早期に降板、後者は第2戦で城之内邦雄を救援して勝利投手になったものの4失点、第4戦では先発するも4回途中で降板するなど、エースらしい働きは出来なかった。
藤田は1963年にコーチ兼任選手に就任し、1964年に現役引退を発表した。社会人野球からのプロ入りだったため、現役生活は僅か8年間と短かった。

### 指導者時代

#### 巨人一軍投手コーチ
現役引退後は、川上哲治監督の下で一軍投手コーチ（1965年 - 1973年）、スカウト（1974年）を歴任し、V9時代を支えた。1965年は宮田征典をリリーフへ起用、宮田は20勝を挙げる活躍を見せた。また堀内恒夫・高橋一三・菅原勝矢・倉田誠・関本四十四を育成したほか、不振だった渡辺秀武・中村稔を再生。1970年、副業の人事トラブルを解決するのに暴力団員を雇ったことなどの問題で、球団から1ヶ月間の謹慎処分を言い渡される。謹慎中は自宅から一歩も外出せず、プラモデル作りに没頭していたという。

#### 大洋ホエールズ一軍投手コーチ
1975年、東京六大学の同級生（年齢的には2学年下）で新監督に就任した秋山登に誘われ、大洋ホエールズの一軍投手コーチに就任した。奥江英幸・間柴富裕を育成するなど一定の成果を挙げたが、弱体化していた投手陣を立て直すまでには至らず、1976年に大洋を退団した。
1978年からは、NHK野球解説者および報知新聞野球評論家を務める一方、川上を中心に行っていたNHK少年野球教室の講師を担当した。

#### 第1次巨人監督
1980年10月21日、長嶋茂雄の解任を受けて読売ジャイアンツ第10代監督に就任。牧野茂がヘッドコーチに、この年限りで現役を引退した王貞治が助監督に就任し、「トロイカ体制」と呼ばれた。大学の後輩江藤省三が藤田の要請で一軍内野守備走塁コーチに就任した。初仕事となったドラフト会議では原辰徳（東海大学）と駒田徳広を引き当てた。特に投手だった駒田の野手転向を認めたことで次第に野手としての打力と守備力が覚醒した駒田の実力は後々ながらもチーム力の向上にも繋がるようになった。槙原寛己にも大きく曲がるカーブを教え、速球を生かすようにした。就任当初は、絶大な人気を誇る長嶋を「窓際へ追いやった男」と世間からみなされ、藤田の自宅には熱狂的な長嶋ファンから抗議の手紙が殺到、中には「（藤田の）娘を殺すぞ」という手紙と剃刀の刃が入った悪質なものもあったという。就任1年目でリーグ優勝、日本シリーズも日本ハムファイターズを破り、V9最終年だった1973年以来の日本一を達成した。
しかし、藤田は悲願の日本一を達成してもマスメディアからは冷淡な反応を示され、「（選手が）活躍しているのは、みんな、長嶋が伊東で鍛え上げた選手だ」と言い、藤田より長嶋の功績を称賛するものが多かった。藤田はこうした状況でも冷静に対応していたが、オーナーの正力亨までもがマスメディアの誘導尋問に乗って長嶋へラブコールを始めると、さすがに堪忍袋の緒が切れ、藤田が単身でオーナー室へ乗り込んで「私のことが不服なら、ユニフォームを脱いだって良いんです!」と啖呵を切ると、それ以降は正力の長嶋へのラブコールは止んだという。
1983年にもリーグ優勝を達成。同年の日本シリーズの対戦相手は広岡達朗率いる西武ライオンズで、マスコミから「球界の盟主の座を賭けた戦い」と喧伝された。第7戦までもつれ込み、3勝4敗で敗れた。同年11月8日に勇退し、助監督を務めていた王貞治が新監督に就任した。
巨人を退団後は再びNHK野球解説者、報知新聞客員解説委員となる。東海大学野球部の練習の見学に来た際に酒井勉（東海大学、1989年のパ・リーグ新人王）に対し「酒井君の腰の回転はサイドスローに向いてるよ」と転向を勧めた。

#### 第2次巨人監督
1988年9月29日、監督だった王貞治が解任されたことを受け、読売新聞名誉会長の務臺光雄から「老い先短い年寄りの願いを聞いてくれ」と懇願され、第12代監督として復帰する。前年までに心臓を患い、医者から「（監督就任しても）命の保障はない」と告げられるほどだったが、ニトログリセリンを常備しながら采配を振るった。
就任後、マンネリ化したチームを活性化させる方策として原辰徳を三塁から左翼へコンバートし、空いた三塁には中畑清を一塁から三塁へコンバートした（中畑の故障離脱により、岡崎郁が三塁に定着）。素質がありながら伸び悩み、気弱な面のあった斎藤雅樹に「お前は気が弱いんじゃない。気が優しいんだ。弱いと優しいは、全然違うんだぞ」と何度も言い聞かせ、先発として一本立ちさせた。斎藤はこの年に11試合連続完投勝利のプロ野球記録を樹立するなど20勝を挙げ、桑田真澄、槙原寛己ともに巨人の先発の柱としてチームを支えることになる。就任1年目でリーグ優勝し、近鉄バファローズとの対戦となった日本シリーズは、開幕から3連敗するが第4戦から4連勝し、チームとしては1981年以来8年ぶりの日本一を達成した。
1990年は江藤は再び藤田に請われ守備コーチに就任した。開幕から独走し、9月8日には2年連続でリーグ優勝を決定した。最終的には88勝42敗、2位の広島に22ゲーム差の大差をつけた。斎藤・槙原・桑田に宮本和知・香田勲男・木田優夫を加えた先発ローテーションの6名でチーム88勝のうち、80勝を挙げ、完投数は合計で70に上った結果、年間で起用した投手は僅か10人であった。しかし、日本シリーズでは投手陣との関係悪化もあり（後述）西武にストレートの4連敗を喫して敗退した。その際、「すべて監督がへぼだから負けました。それ以上言うことはありません。以上です」とだけコメントした。結局、この第2次監督時代に西武には日本シリーズ、オープン戦で通算0勝14敗と一度も勝てなかった。
1991年は一転してBクラス（4位）に転落した。同年シーズン中には藤田の最大のパトロンであった務臺が死去した。渡辺恒雄は務臺が死去した後に読売新聞社社長に就任した。巨人がBクラスに低迷していたこの年9月、自分が横綱審議委員でもあることを引き合いに出し、こう発言した、「稽古総見のぶつかり稽古を見てみろ。真剣勝負だ。巨人はテレンコ、テレンコじゃないか！」藤田がコーチ陣の全員残留を求めたことにも、承服できないと怒りを露わにしている。その結果、藤田の腹心だったヘッドコーチの近藤昭仁、打撃コーチの松原誠が解任された。以後、渡辺は巨人への〝爆弾発言〟で注目を集めるようになった。
1992年は5月に最下位に転落するなど開幕当初は低迷したが、抑えに抜擢した石毛博史、西武からトレードで獲得した大久保博元の活躍もあって7月には首位に浮上した。しかし、まさにその7月に、藤田がフロントに「あいつ（大久保）は月給が安いから、少しご褒美を出してくれ」と進言したことで、大久保が2000万円の臨時ボーナスを得ることになる。しかし、この金額については藤田も想定外であり、チーム中で雰囲気が悪くなったとして失敗を認めている。結局、この年はヤクルト、阪神と優勝争いを繰り広げたが2位に終わり、この年限りで退団した。

### 巨人監督退任後
監督退任後はNHK野球解説者を務めた。1996年には野球殿堂入り表彰を受けた。同年からは沢村栄治賞選考委員を務め、別所毅彦の死去によって委員長に推薦されたほか、別所が務めていた巨人軍OB会長職を1999年から2003年まで就くなど、幅広く活躍した。
1996年オフには、千葉ロッテマリーンズから監督就任要請を受けていたが、就任に至らなかった。
2000年頃から体調を崩して療養する日々が増えるが、2005年には愛媛マンダリンパイレーツのアドバイザリースタッフを務めたほか、王が福岡ダイエーホークス監督として現場に復帰した際には、王の代理として世界少年野球推進財団の活動にも参加し、協賛行事で行われた日米オールスターゲームでは監督を務めたこともある。
2003年に原が監督を解任されたことに抗議して、広岡達朗と共に読売新聞・報知新聞の購読を打ち切った。同年、山下大輔が横浜ベイスターズ監督に就任した際の会見で、目標とする監督として別当薫と共に藤田の名を挙げている。両者とも、山下にとっては慶応義塾大学の先輩にあたる。
2004年のプロ野球再編問題の渦中、「プロ野球1リーグ構想」「球団削減案」に反対を表明した数少ない巨人OBの一人である。また、「このままでは他所で育った選手ばかりを当てにしてしまうようになり、自らの手で名選手を育て、世に輩出してきた巨人の素晴らしき伝統に傷が付く」「若い選手の育成の妨げになるだけだ」とFA制度や逆指名制度の導入にも反対していた。
2005年10月5日に堀内恒夫が巨人監督辞任の会見を行った際には、「辛い状況の中よく頑張ってくれた」と労いの言葉を掛け、同年12月4日の巨人OB会総会を堀内が欠席した際にも、「今日はホリ（堀内）が来てないけれど、みんな会ったら慰労してやってくれ。こういうところへ出てこられるムードを作ってやらないといけない」と冒頭で堀内を擁護した。別の場所で人伝に聞いた堀内は涙が止まらなかったという。
2006年2月9日18時40分、心不全のため東京都世田谷区内の病院で死去した。74歳没。戒名は「元投院球心篤應居士（げんとういんきゅうしんとくおうこじ）」。読売ジャイアンツでは藤田の数々の功績や人柄を称え、黒沢俊夫・水原茂に続く史上3人目となる球団葬を執り行った（藤田家との合同葬）。現役時代に監督を務めていた川上哲治は弔辞で、「藤田君、今日はつらくて寂しい。寂しいけれど涙を見せずに御別れを言うことにする。それが、どんなに苦しいときでも笑顔を忘れなかった君への一番の供養になると思うから。ありがとう、ありがとう、本当にありがとう。藤田君、さようなら」と別れを告げた。

## 人物

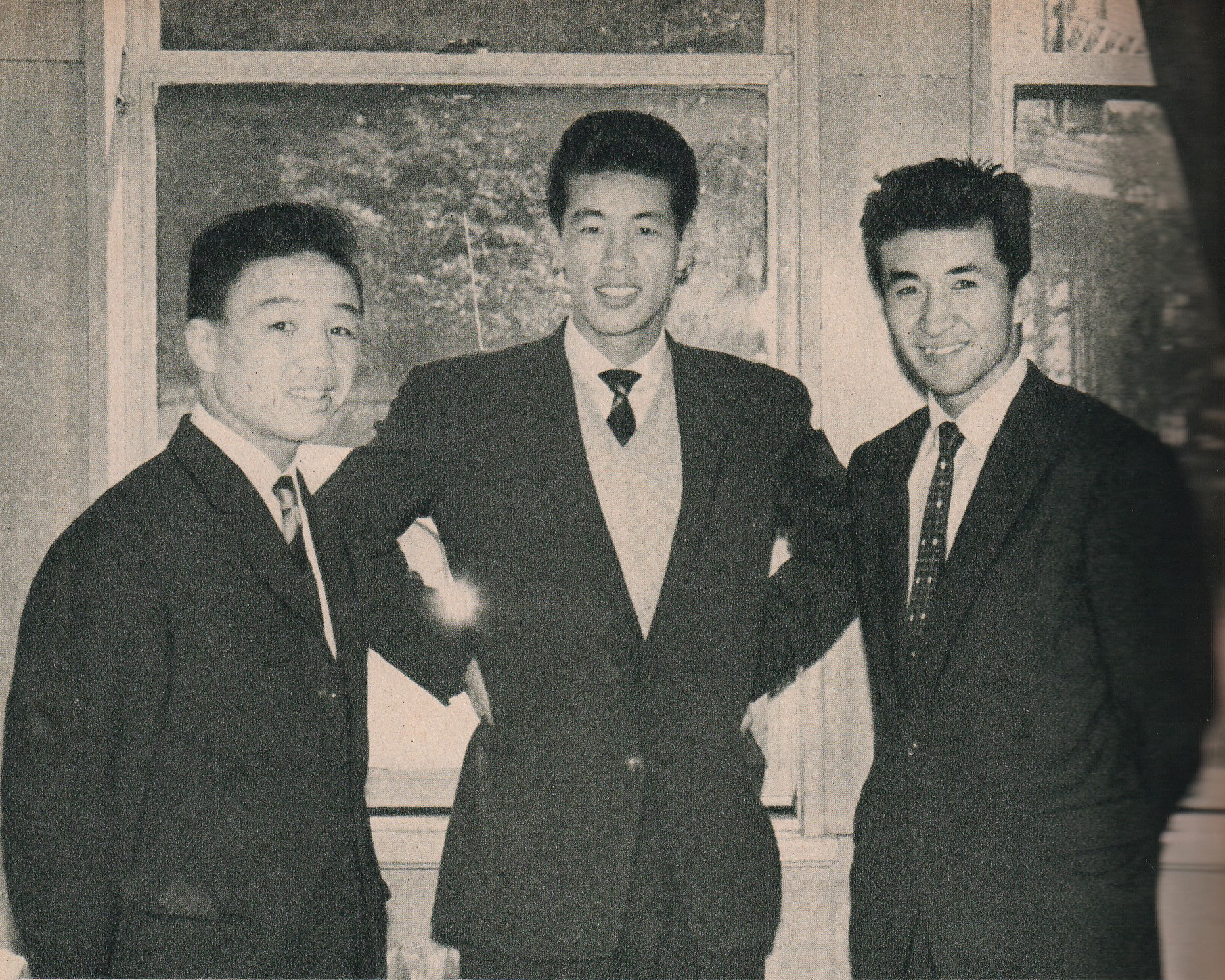
三迫仁志、慶大での先輩佐々木信也とともに（1956年11月）

現役時代の颯爽とした姿やスマートな外見、物腰、そして慶応義塾大学出身であることから「球界の紳士」と呼ばれていた。指導者として、日本海軍連合艦隊司令長官だった山本五十六の「やってみせ、言って聞かせて、させてみて、褒めてやらねば人は動かじ」を座右の銘としていた。「誰だって怒られるよりは褒められた方が嬉しい。選手だって同じ」を座右の銘としていた。
藤田の実際を知る人間の中では、自他共に認める極めて短気な性格で「瞬間湯沸かし器」の異名で有名だったという。短気な性格にもかかわらず、「怒られるよりは褒められた方が選手だろうと誰だろうと嬉しい」と語り、社会人野球を経て入団したために現役生活こそ短かったものの、指導者としては非常に優れた人心掌握、育成で知られた。事実、監督時代は選手を責めるコメントをほとんど言わず、1990年の日本シリーズで西武ライオンズに4連敗で敗退した際も「監督がヘボだから負けた」と語り、選手を責める発言をしなかったことは一部から賞賛された。だが、王監督退任後となった第2次監督時代では、ごく親しい知人には「一刻も早く、このチームの性根を叩き直さなければ、（自分も後々）苦労する」と語り、危機感を露わにしていた。
一方、自身の意図を理解しない選手に対しては厳しく当たることもあった。1980年代の正捕手だった山倉和博は、1988年オフに中日ドラゴンズから交換トレードで中尾孝義を獲得した際に「中尾には敵わない」と発言したところ、守備位置が重複する中尾を獲得して不調だった山倉を奮起させるという意図を理解していないと藤田に叱責され、1990年限りで現役を引退している。また、鹿取義隆もチーム方針が先発完投に変化したことに適応できず、やる気を失って藤田に叱責されたが、「もうジャイアンツには居たくないので辞めさせて下さい」と懇願、西武ライオンズへトレードされた。1990年シーズンは上述のように年間で一軍起用した投手は僅か10人であったが、日本シリーズ前の全体ミーティングで「シーズン中の報奨金が野手よりも少ない」と投手陣が不満を訴えたところ、藤田は一軍登録投手10人全員を呼びつけて「そんなにゼニがほしいのか! じゃあ、おまえらでこれを分けろ!」とセ最優秀監督賞の副賞300万円を叩きつけたという。1980年代にエースだった江川卓は当時を振り返って「自分が打ちこまれた時にベンチから歩いてくる監督は、鬼の形相で顔を真っ赤にして、本当に恐ろしかった」と語っており、広岡達朗も著書の中で「藤田は歴代監督の中で一番、門限が厳しかった」と記している。
川上哲治は著書で、「意の広岡、知の森、情の藤田」と言い、「万年Bクラスのチームには、広岡のような監督によって基礎から叩き込むのが良い。ある程度出来上がっているチームには、森のような監督の知力を使えば常勝チームになる。若手中心のチームには藤田のような監督によって、内部の信頼感を高めていくことで強くなる」とし、各後輩達のタイプを分類している。野村克也は「投手出身の監督は『精神野球』で、本質からかけ離れている」を持論としているが、著書内にて「藤田さんを除いては」と記しており、監督としての藤田を高く評価している。
原辰徳は、1980年のドラフト会議で藤田が4球団競合の末に交渉権を獲得した選手で、現在でも藤田への恩を忘れておらず、時間があれば頻繁に墓参りをする。また、藤田自身も原について、「巨人は原なら大丈夫だ」と死の直前まで話していたという。2012年から2015年まで横浜DeNAベイスターズの監督を務めた中畑清も、選手や裏方にも気を配りながらチームをまとめていった藤田の姿を見て、「自分もこういう監督になりたい」と監督を志すようになったという。
現役時代の大久保博元は肥満体であったが、周囲から痩せるように言われ続けていたことに閉口していたが、西武から巨人へ移籍した直後に藤田元司の下へ挨拶に訪れた際「太っていることなんか気にする必要ないぞ。うちにだって太っている選手はたくさんいるんだ。体は資本だ。気にするな」という言葉をもらった。後に宿舎の食堂にて隠れるように1人で食事を摂っていたところ、藤田が通りがかり「なんだデーブ、そんな量で足りるのか？今日はよく練習していたんだ、もっと食べろよ」「お前は身体が資本なんだから、もっと食べなきゃダメだろう！」と言って大久保のためにステーキを2枚注文したという。この時、大久保は感激のあまり「この人のために、死んでもいい」と泣きながら出されたステーキを食べたという。引退時には藤田の家を訪ね、「僕に痩せろと言わなかったのは藤田さんだけ」と語った。藤田は毎日のように「おまえ、その体を保つのにはうんと走らなきゃいかんなぁ」と言っていたが「痩せろ」「体重を減らせ」という指摘はなかった。大久保にはそれが嬉しかったという。走れば痩せるだろうというのが藤田の真意であったが、このことを感謝された藤田は「人の心を傷つける言葉を使っちゃいけないな」と改めて気付いたという。藤田が亡くなると真っ先に弔問に駆けつけ、「本当にありがとうございました」と号泣しながら何度も頭を下げていた。
遊撃手として巨人・中日でプレーし、のちに犠打の世界記録を更新する川相昌弘は藤田がレギュラーに抜擢した選手の一人で、現在も藤田に強い恩義を感じているという。川相は2004年に中日ドラゴンズへ移籍するが、藤田の訃報を聞いた川相は、キャンプ地の沖縄から休日を利用して帰京し、藤田の葬儀に参列している。また、メディアのインタビューに対して｢今の自分があるのは、藤田さんのおかげです｣と言い、涙した。
中尾孝義は「藤田監督は悪い部分は指摘せず、選手を褒める指導者。星野監督とは逆だ。私は怒られて這い上がってきたタイプなので、褒められるのは心地よかった。」と述べている。
広岡・森祇晶と同じように守備に難のある選手をほとんど起用しない「守りの野球」を掲げていたが、唯一、長打を望める選手だが故障を抱えていた原辰徳を三塁手から左翼手または一塁手へコンバートしたほか、捕手には一度肩を壊した村田真一や捕球に難のある大久保、外野手にはシーズン中での大怪我の影響が残って守備に不安のある吉村禎章を日替わりで起用した。また、投手では第一次で江川卓・西本聖・定岡正二、第二次で斎藤雅樹・槙原寛己・桑田真澄による「先発三本柱」を確立させ、投手陣の整備をおこなった。
「我々の時代の野球選手は今よりレベルが高かった」と過去を美化するOBが多い中、「いまとは全然レベルが違う。昔はいい加減だった」と現在と過去の違いを認識した上で語っていた。
他球団のコーチ歴があるにもかかわらず2度も監督に引き立ててくれた務臺光雄への恩義は終生変わることはなく、「務臺さんがいなくなって、巨人がおかしくなっちゃった」と回顧している。
現役引退後には、藤田産業会社を設立。母親を社長にして漁網の製造、修理や広告代理店業務を行っていた。会社はコーチ業の傍ら続けていたが、1970年には役員に暴力団を使って退職を強要するなどのトラブルも報道された。

## 詳細情報

### 年度別投手成績
| 年 度     | 球 団     | 登 板 | 先 発 | 完 投 | 完 封 | 無 四 球 | 勝 利 | 敗 戦 | セ 丨 ブ | ホ 丨 ル ド | 勝 率 | 打 者 | 投 球 回 | 被 安 打 | 被 本 塁 打 | 与 四 球 | 敬 遠 | 与 死 球 | 奪 三 振 | 暴 投 | ボ 丨 ク | 失 点 | 自 責 点 | 防 御 率 | W H I P |
| --------- | --------- | ----- | ----- | ----- | ----- | -------- | ----- | ----- | -------- | ----------- | ----- | ----- | -------- | -------- | ----------- | -------- | ----- | -------- | -------- | ----- | -------- | ----- | -------- | -------- | ------- |
| 1957      | 巨人      | 60    | 18    | 4     | 0     | 0        | 17    | 13    | --       | --          | .567  | 964   | 235.2    | 190      | 10          | 80       | 2     | 5        | 156      | 7     | 0        | 86    | 65       | 2.48     | 1.15    |
| 1958      | 巨人      | 58    | 36    | 24    | 7     | 1        | 29    | 13    | --       | --          | .690  | 1380  | 359.0    | 251      | 11          | 114      | 5     | 5        | 199      | 11    | 0        | 75    | 61       | 1.53     | 1.02    |
| 1959      | 巨人      | 55    | 35    | 24    | 3     | 2        | 27    | 11    | --       | --          | .711  | 1288  | 330.0    | 250      | 14          | 93       | 2     | 4        | 181      | 6     | 0        | 76    | 67       | 1.83     | 1.04    |
| 1960      | 巨人      | 36    | 17    | 4     | 2     | 0        | 7     | 12    | --       | --          | .368  | 592   | 141.0    | 128      | 12          | 53       | 2     | 1        | 70       | 4     | 0        | 60    | 48       | 3.06     | 1.28    |
| 1961      | 巨人      | 42    | 19    | 3     | 1     | 0        | 8     | 13    | --       | --          | .381  | 589   | 141.0    | 130      | 4           | 61       | 6     | 3        | 64       | 4     | 0        | 54    | 43       | 2.74     | 1.35    |
| 1962      | 巨人      | 42    | 25    | 6     | 2     | 1        | 13    | 11    | --       | --          | .542  | 805   | 199.2    | 165      | 9           | 58       | 1     | 4        | 103      | 5     | 0        | 55    | 45       | 2.03     | 1.12    |
| 1963      | 巨人      | 30    | 14    | 2     | 0     | 1        | 10    | 4     | --       | --          | .714  | 485   | 119.1    | 99       | 11          | 38       | 0     | 1        | 65       | 3     | 0        | 39    | 33       | 2.48     | 1.15    |
| 1964      | 巨人      | 41    | 15    | 3     | 2     | 0        | 8     | 11    | --       | --          | .421  | 710   | 175.1    | 149      | 15          | 61       | 3     | 3        | 86       | 6     | 0        | 63    | 53       | 2.73     | 1.20    |
| 通算：8年 | 通算：8年 | 364   | 179   | 70    | 17    | 5        | 119   | 88    | --       | --          | .575  | 6813  | 1701.0   | 1362     | 86          | 558      | 21    | 26       | 924      | 46    | 0        | 508   | 415      | 2.20     | 1.13    |

- 各年度の太字はリーグ最高

### 年度別監督成績
| 年 度     | 球 団     | 順 位     | 試 合 | 勝 利 | 敗 戦 | 引 分 | 勝 率 | ゲ ｜ ム 差            | 本 塁 打               | 打 率                  | 防 御 率               | 年 齡                  |
| --------- | --------- | --------- | ----- | ----- | ----- | ----- | ----- | ---------------------- | ---------------------- | ---------------------- | ---------------------- | ---------------------- |
| 1981年    | 巨人      | 1位       | 130   | 73    | 48    | 9     | .603  | -                      | 135                    | .268                   | 2.88                   | 50歳                   |
| 1982年    | 巨人      | 2位       | 130   | 66    | 50    | 14    | .566  | 0.5                    | 133                    | .254                   | 2.93                   | 51歳                   |
| 1983年    | 巨人      | 1位       | 130   | 72    | 50    | 8     | .590  | -                      | 156                    | .275                   | 3.77                   | 52歳                   |
| 1989年    | 巨人      | 1位       | 130   | 84    | 44    | 2     | .656  | -                      | 106                    | .263                   | 2.56                   | 58歳                   |
| 1990年    | 巨人      | 1位       | 130   | 88    | 42    | 0     | .677  | -                      | 134                    | .267                   | 2.83                   | 59歳                   |
| 1991年    | 巨人      | 4位       | 130   | 66    | 64    | 0     | .508  | 8                      | 128                    | .253                   | 3.72                   | 60歳                   |
| 1992年    | 巨人      | 2位       | 130   | 67    | 63    | 0     | .515  | 2                      | 139                    | .262                   | 3.69                   | 61歳                   |
| 通算：7年 | 通算：7年 | 通算：7年 | 910   | 516   | 361   | 33    | .588  | Aクラス6回、Bクラス1回 | Aクラス6回、Bクラス1回 | Aクラス6回、Bクラス1回 | Aクラス6回、Bクラス1回 | Aクラス6回、Bクラス1回 |

※1 太字は日本一
※2 1981年から1996年までは130試合制
※3 1981年7月1日の阪神戦は体調不良により3回から助監督の王貞治が監督代行を務めた

### タイトル
- 最多勝利：1回 （1959年）
- 最高勝率：2回 （1958年、1959年）　※2年連続は山本由伸に次ぐ歴代2位タイ（他に御園生崇男、山田久志、堀内恒夫、北別府学、斉藤和巳、杉内俊哉、青柳晃洋）、2回はセ・リーグ5位タイ

### 表彰
- 最高殊勲選手（MVP）：2回 （1958年、1959年）※2年連続受賞はセ・リーグ最長タイ記録[28]
- 新人王 （1957年）
- ベストナイン：1回 （1959年）
- 野球殿堂競技者表彰（1996年）
- 日本シリーズ敢闘賞：1回 （1958年）※セ・リーグ投手として初の受賞
- 正力松太郎賞：2回 （1981年、1989年）※監督として表彰
- 東京ドームMVP特別賞：1回 （1989年）
- 日本プロスポーツ大賞 殊勲賞：1回 （1989年）[29]

### 記録
初記録
- 初登板・初勝利：1957年3月31日、対国鉄スワローズ2回戦（後楽園球場）

その他の記録
- オールスターゲーム出場：4回 （1957年 - 1959年、1964年）

### 背番号
- 21 （1957年）
- 18 （1958年 - 1966年）
- 81 （1967年 - 1976年）
- 73 （1981年 - 1983年、1989年 - 1992年）

## 関連情報

### 著書
- 『草野球の戦力強化』（西東社：1978年5月）ISBN未確認
- 『我慢の管理学：部下とともに生きる』（光文社：1984年1月）ISBN 4334011624
- 『これが本当のプロ野球だ：巨人前監督の「わが巨人軍、わがプロ野球」』（講談社：1984年7月）ISBN 4062011824
- 『子育て人育てには愛と拳骨を』（講談社：1984年10月）ISBN 4062013789
- 『耐えて、勝つ：プロ野球選手に学ぶ自己管理術』（日之出出版：1988年11月）ISBN 4891980672
- 『6154イニングの決断：人を活かし組織を動かす掌握の管理術』（日本文芸社：1990年12月）ISBN 4537022191
- 『藤田前監督、巨人軍を語る』（日本放送出版協会：1993年3月）ISBN 4140800909
- 『藤田元司の情のリーダー学』（ごま書房：1996年5月）ISBN 4341170961
- 『監督：悪ガキこそ戦力だ』（森祇晶との対談、光文社：1997年4月）ISBN 4334005837
- 『二番打者組織論：チーム、集団のキーマンは、三番でも四番でもない』（ひらく：1997年8月）ISBN 4341190202

### 演じた声優
- 宮田光（巨人の星）
- 稲葉実（ミラクルジャイアンツ童夢くん）

### 出演

#### CM
- 大沢商会
- キンチョール（郷ひろみと共演、1984年）
- 紳士服の山下（北海道ローカル、1980年代）
- 日本アイ・ビー・エム PS/55z（1990年）[30]